# Armorial de Guillaume Revel
L'Armorial d'Auvergne de Guillaume Revel est le titre courant de l'Armorial d'Auvergne, Bourbonnois et Forestz, un armorial manuscrit des nobles de l'Auvergne, du Bourbonnais, et du Forez, établi au milieu du XVe siècle pour Charles Ier de Bourbon, duc de Bourbon et d'Auvergne et comte de Forez (1401-1456) par son héraut d'armes Guillaume Revel, dit Auvergne.

## Description
Le manuscrit original sur parchemin, format grand in-4°, qui est inachevé, comporte 253 feuillets et se trouve à la Bibliothèque nationale sous la cote Fr.22297 : Registre d'armes ou armorial d'Auvergne ; il en existe plusieurs anciennes copies, partielles.
Sous la direction de Guillaume Revel, plusieurs dessinateurs ont fait des relevés et études sur le terrain avant que les dessins ne soient réalisés en atelier. Plusieurs mains peuvent être distinguées. Il s'agit donc d'une œuvre collective.
Il s’agit non seulement de la représentation des armoiries avec les cimiers et devises des seigneurs dont relevaient les fiefs tenus des ducs de Bourbon, mais aussi des chefs-lieux de ces seigneuries avec les châteaux dessinés dans leur environnement urbain et naturel, avec les paysages et les villageois.
Les représentations des édifices et des paysages sont considérées comme assez réalistes, malgré l'application de certaines conventions comme le surdimensionnement des édifices seigneuriaux ou de certains éléments symboliques ; le souci des détails est important. L'Armorial est donc une source de grande valeur pour la connaissance des édifices et ensembles urbains de la fin du Moyen Âge, notamment pour ceux qui ont disparu ou ont été profondément modifiés au cours des siècles suivants.

## Liste des personnes et des lieux représentés dans l'Armorial
Liste non exhaustive.
- Anne de Forez
- Aubière (Puy-de-Dôme)
- Bergonne [2]
- Charlotte de Savoie
- Chalus (Puy-de-Dôme)
- Louis II de Bourbon
- Louis XI
- Bussy-Albieux
- Cervières (Loire)
- Chamalières (Puy-de-Dôme)
- Champdieu
- Château de Châteaugay
- Château de Chazeron (Puy-de-Dôme)
- Cleppé (Loire)
- Clermont (Puy-de-Dôme)
- Ébreuil (Allier)
- Feurs (Loire)
- Jaligny (Allier)
- Lavieu (Loire)
- Le broc
- Marcilly-le-Châtel (Loire)
- Montbrison (Loire)
- Montferrand (Puy-de-Dôme)
- Moulins (Allier)
- L'abbaye de Mozac
- Néronde (Loire)
- Riom (Puy-de-Dôme)
- Roanne (Loire)
- Sail-sous-Couzan

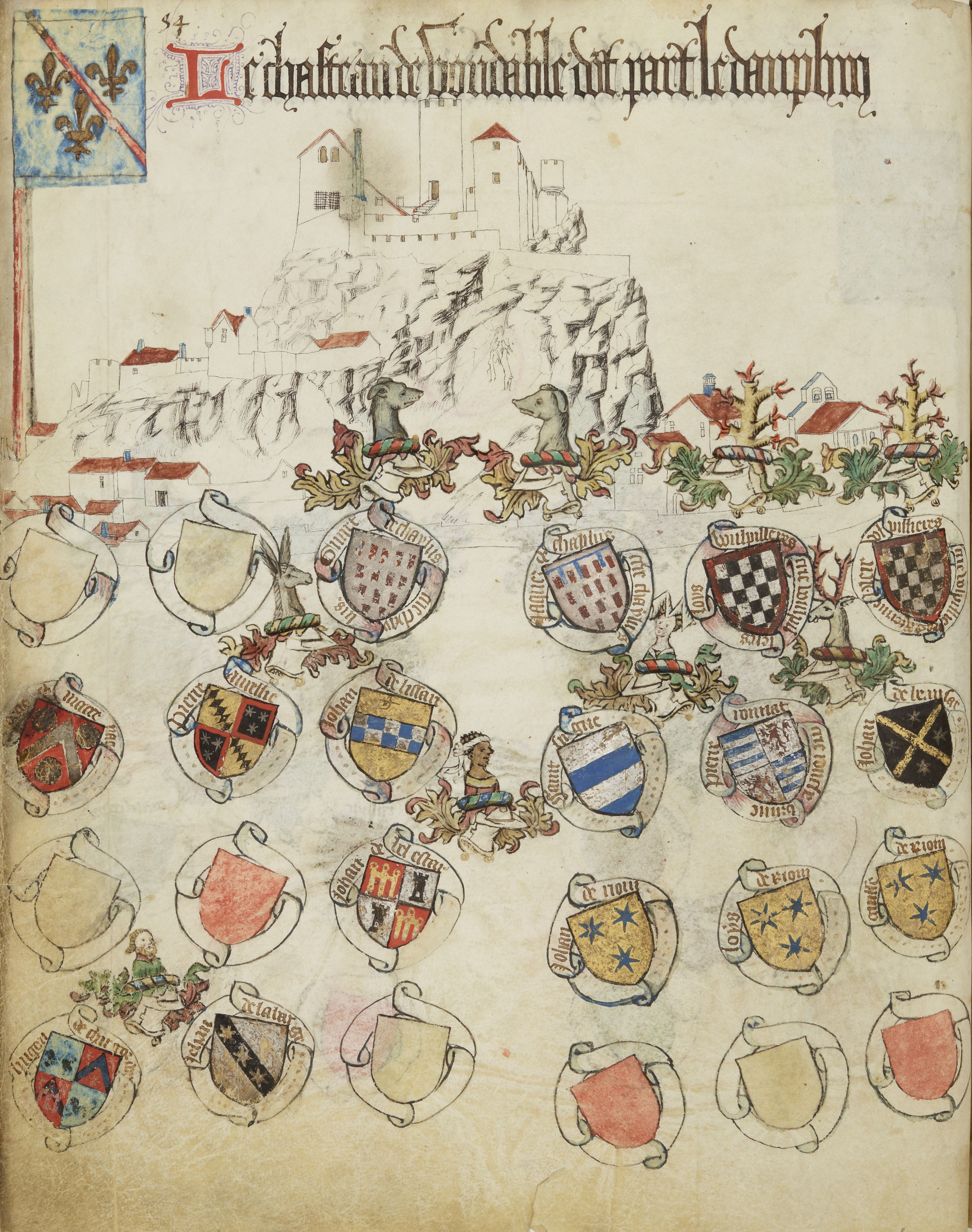
Vodable dans l'Armorial de Revel.

- Église Notre-Dame de Valbenoîte à Saint-Étienne (Loire)
- Saint-Germain-Laval (Loire) en Forez
- Saint-Pourçain-sur-Sioule (Allier)
- Saint-Rambert-sur-Loire
- Saint-Romain-le-Puy (Loire)
- Saint-Victor-sur-Loire
- Thiers (Puy-de-Dôme)
- Usson (Puy-de-Dôme)
- Vodable et ses vassaux

#### Éditions
- Emmanuel de Boos, L'armorial d'Auvergne, Bourbonnois et Forestz de Guillaume Revel, 1998, 3 volumes : I. - Études et commentaires, 658 p. II. - Atlas et planches, 395 p. III. - Plan de montage, arbres généalogiques et cartes, 48 p. (notice BnF no FRBNF37002234)
- Pierre-Yves Laffont (dir.), L'Armorial de Guillaume Revel, édition d'une des anciennes copies concernant le Forez, Collection des documents d'archéologie en Rhône-Alpes et en Auvergne (DARA), éd. ALPARA, 2011 [lire en ligne]

#### Études
- Gabriel Fournier, Châteaux, villages et villes d'Auvergne au XVe siècle d'après l'Armorial de Guillaume Revel, Bibliothèque de la Société française d'archéologie no 4, édition Arts et Métiers graphiques, 1973, 144 p.
- Pierre-François Fournier, « Inventaire des lieux représentés dans l'Armorial de Guillaume Revel », Revue d'Auvergne, 1966, p. 117-120